# Порівняльно-історичний метод
Порівняльно-історичний метод — спосіб дослідження, що дає змогу шляхом порівняння встановити схожість і відмінність між історичними явищами, що вивчаються. Різновид історичного методу. Сформувався в XIX столітті в мовознавстві, етнографії. В соціології застосування порівняльно-історичного методу пов'язане з ідеями О. Конта, Г. Спенсера, Е. Дюркгейма. За характером схожості порівняння поділяються на історико-генетичні (схожість за походженням), історико-типологічні, де схожість є результатом закономірностей, притаманних самим об'єктам, і на порівняння, де схожість є наслідком взаємовпливу явищ.